# Klooster Mariengarden

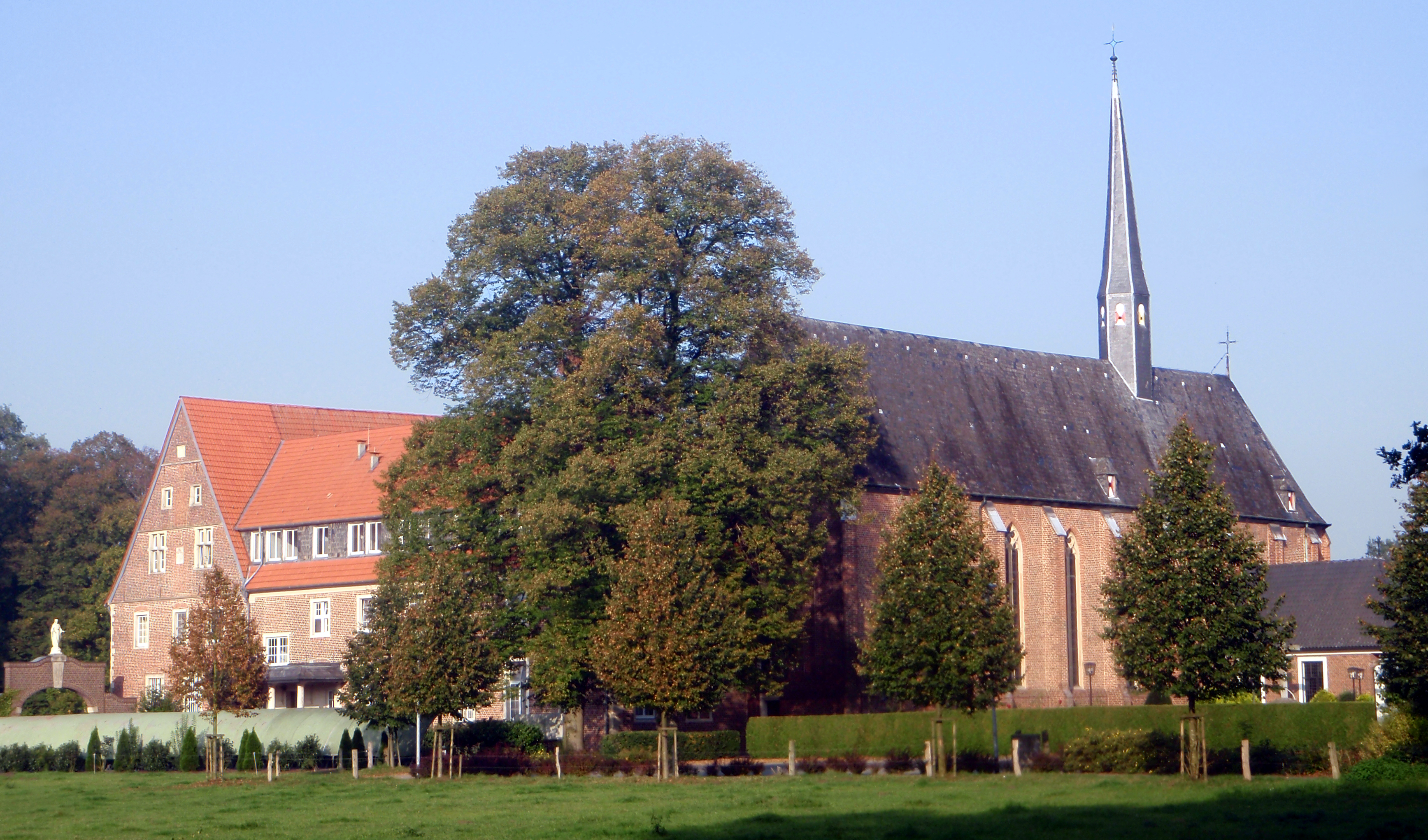
Kerk en klooster Sint-Maria, Burlo.

Het Klooster Mariengarden is een katholiek klooster van de oblaten van de Onbevlekte Maagd Maria in Burlo, een Ortsteil van de Westfaalse plaats Borken (Noordrijn-Westfalen). Om het te onderscheiden van het vroegere klooster Kleinburlo wordt het ook veelvuldig met "Klooster Großburlo“ aangeduid. In de middeleeuwen en latere tijd bewoonden de cisterciënzers, de wilhelmieten en daarna opnieuw de cisterciënzers het klooster. Ten gevolge van de secularisatie werd het klooster in 1803 opgeheven, maar vanaf 1920 werd de monastieke traditie hervat en sindsdien runt de hier gevestigde congregatie een school. De kloosterkerk werd aan de heilige Maagd Maria gewijd.

## Geschiedenis
Al in 1220 werd hier een oratorium gebouwd, dat tussen 1242 tot 1245 tot de bezittingen van het cisterciënzer klooster Marienborg (Coesfeld) behoorde. In 1245 vestigden zich hier wilhelmieten uit de Lage Landen. In de jaren 1447-1448 volgde op aanwijzing van paus Nicolaas V weer de overdracht van het klooster aan de cisterciënzers. Binnen de orde behoorden de bewoners van het klooster tot de Colligatio Galiaensis, een stroming die de orderegels zeer streng toepaste. In het jaar 1398 duikt dan in documenten voor het eerst de naam Mariengarden op.
Tijdens de Spaans-Nederlandse oorlog werd het klooster tussen 1585 en 1589 herhaaldelijk geplunderd. In de Dertigjarige Oorlog volgden nieuwe verwoestingen. In het jaar 1803 werd het klooster in het kader van het Reichsdeputationshauptschluss opgeheven. De grond, de gebouwen en de inventaris, waaronder de kloosterbibliotheek, kwamen zo in het bezit van de vorsten van Salm-Salm en Salm-Kyrburg (Vorstendom Salm).
Op 19 oktober 1765 werd in het klooster de Conventie van Burlo ondertekend, die voorzag in een definitieve regeling van het toentertijd omstreden grensverloop tussen de Nederlandse provincie Gelderland en het prinsbisdom Münster. Tegenwoordig voert het Kommiezenpad (Kommiesenpatt) door het gebied langs beide kanten van de grens, een wandelpad dat begint bij de Sint Vitus-grenssteen op het snijpunt van de gemeentegrenzen van Südlohn, Winterswijk en Vreden en over talrijke grensovergangen en smokkelpaden naar het klooster van Burlo voert .
Al in de 19e eeuw kregen delen van het klooster een schoolbestemming. Nadat de oblaten van de Onbevlekte Maagd Maria zich in het klooster vestigden werd hier een particuliere school gesticht: het gymnasium Mariengarden.

## Bouwgeschiedenis
Ongeveer rond 1300 volgde de huidige kerk het oratorium uit 1220 op. Het aanzien van de huidige kerk is het eindresultaat na een vergroting in de 15e eeuw. Op de verwoestingen in de Dertigjarige Oorlog volgde in 1682 een nieuwe wijding.
In de late 17e eeuw werden de oostelijke en noordelijke vleugel gebouwd. De westelijke vleugel volgde in de jaren 1718-1719. Ten zuiden van de kerk werd in 1752 een grafkelder toegevoegd. Hierover bouwde men enkele jaren later een nieuwe sacristie. Delen van de oostelijke vleugel werden na de opheffing van het klooster in 1823 gesloopt.